# Ptychoglene coccinea
Ptychoglene coccinea là một loài bướm đêm thuộc phân họ Arctiinae, họ Erebidae.